# Список наград и номинаций телесериала «Американская история ужасов»
«Американская история ужасов» — американский телесериал в жанре антология, созданный Райаном Мёрфи и Брэдом Фэлчаком. Каждый сезон задуман как самостоятельный мини-сериал, на основе различных наборов персонажей и локаций, а также с собственной сюжетной линией, с «началом, серединой и концом».
Несмотря на и все различия между сезонами, сериал получил хорошие отзывы от критиков, а также был номинирован на многие престижные награды. Так, «Американская история ужасов» была номинирована на 82 награды «Эмми», из которых взяла 16 наград, на премию «Выбор телевизионных критиков» сериал был номинирован 19 раз (4 раза победил), на премию «Золотой глобус» 9 раз (2 раза победил), 11 раз на премию «Спутник» (3 раза победил) и 21 раз на премию «Сатурн».
За свою актёрскую игру в первых четырёх сезонах Джессика Лэнг была номинирована 26 раз и взяла 8 наград, включая награды премий «Эмми», «Золотой глобус» и других. Прайм-таймовой премией «Эмми» также были удостоены Джеймс Кромвелл и Кэти Бэйтс. За свою роль в пятом сезоне «Золотой Глобус» получила Леди Гага. Среди сезонов рекордсменом является четвёртый сезон, «Фрик-шоу», который был номинирован 53 раза и взял 17 наград на различных премиях. Эпизоды второго сезона «Добро пожаловать в Брайарклифф» и «Я — Анна Франк, часть 2» являются рекордсменами среди всех эпизодов сериала по количеству наград и номинаций (5 номинаций и 2 победы у каждого эпизода). Всего «Американская история ужасов» имеет 64 награды и 252 номинации.

## Количество наград и номинаций по актёрам, сезонам и эпизодам сериала

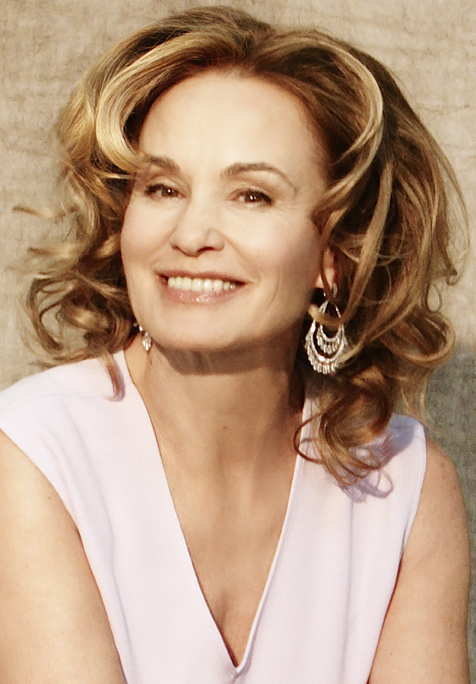
Джессика Лэнг самая награждаемая актриса из всего актерского состава сериала

### Актёрский состав
| Актёр             | Номинации | Победы |
| ----------------- | --------- | ------ |
| Джессика Лэнг     | 26        | 8      |
| Сара Полсон       | 12        | 4      |
| Кэти Бэйтс        | 9         | 1      |
| Леди Гага         | 6         | 2      |
| Анджела Бассетт   | 6         | 0      |
| Закари Куинто     | 3         | 1      |
| Фрэнсис Конрой    | 3         | 0      |
| Финн Уиттрок      | 3         | 0      |
| Дэнис О'Хэр       | 3         | 0      |
| Эван Питерс       | 3         | 0      |
| Джеймс Кромвелл   | 2         | 1      |
| Уэс Бентли        | 2         | 0      |
| Конни Бриттон     | 1         | 0      |
| Дилан Макдермотт  | 1         | 0      |
| Лили Рэйб         | 1         | 0      |
| Адина Портер      | 1         | 0      |
| Габури Сидибе     | 1         | 0      |
| Дэнни Хьюстон     | 1         | 0      |
| Нил Патрик Харрис | 1         | 0      |
| Лэсли Джордан     | 1         | 0      |

### Сезоны
| Сезон        | Номинации | Победы |
| ------------ | --------- | ------ |
| Дом-убийца   | 40        | 9      |
| Психбольница | 51        | 14     |
| Шабаш        | 50        | 9      |
| Фрик-шоу     | 53        | 17     |
| Отель        | 36        | 10     |
| Роанок       | 21        | 5      |
| Культ        | 8         | 0      |

### Эпизоды
| Сезон        | Эпизод                         | Номинации | Победы |
| ------------ | ------------------------------ | --------- | ------ |
| Дом-убийца   | Пилот                          | 1         | 0      |
| Дом-убийца   | Дом-убийца                     | 1         | 0      |
| Дом-убийца   | День открытых дверей           | 1         | 0      |
| Дом-убийца   | Плацента                       | 1         | 1      |
| Психбольница | Добро пожаловать в Брайарклифф | 5         | 2      |
| Психбольница | Ветер с северо-запада          | 2         | 1      |
| Психбольница | Я — Анна Франк, часть 2        | 5         | 2      |
| Психбольница | Тёмный кузен                   | 2         | 1      |
| Психбольница | Игра в имена                   | 1         | 0      |
| Психбольница | Пролитое молоко                | 1         | 0      |
| Психбольница | Конец безумия                  | 1         | 0      |
| Шабаш        | Искусство быть стервой         | 4         | 1      |
| Шабаш        | Подмены                        | 1         | 0      |
| Шабаш        | Страшные последствия розыгрыша | 2         | 0      |
| Шабаш        | Магические услады Стиви Никс   | 1         | 0      |
| Шабаш        | Семь чудес                     | 1         | 0      |
| Фрик-шоу     | Монстры среди нас              | 2         | 0      |
| Фрик-шоу     | Резня и утренники              | 1         | 1      |
| Фрик-шоу     | Эдвард Мордрейк, часть 2       | 2         | 1      |
| Отель        | Регистрация                    | 3         | 1      |
| Отель        | Желоба и лестницы              | 1         | 1      |
| Отель        | Обслуживание номеров           | 1         | 0      |
| Роанок       | Первая глава                   | 2         | 0      |
| Роанок       | Пятая глава                    | 1         | 0      |
| Культ        | Ночь выборов                   | 1         | 0      |
| Культ        | Зима тревоги нашей             | 1         | 0      |

## ПремияАмериканского института киноискусства
Начиная с 2000 года, Американский институт киноискусства составляет список 10 лучших фильмов и телесериалов по итогам года и присуждает им премию.
| Год  | Категория                 | Номинант(-ы)/Номинируемая работа          | Результат |
| ---- | ------------------------- | ----------------------------------------- | --------- |
| 2012 | Лучшая телепрограмма года | Американская история ужасов: Психбольница | Победа    |

## ПремияАмериканского общества кинооператоров
Премия присуждается кинематографистам за их достижения в театральных постановках, программах на телевидении и студенческих фильмах.
| Год  | Категория                                                | Номинант(-ы)/Номинируемая работа             | Результат |
| ---- | -------------------------------------------------------- | -------------------------------------------- | --------- |
| 2012 | Выдающиеся достижения в кинематографе: фильм/мини-сериал | Майкл Гой (эпизод «Я — Анна Франк, часть 2») | Номинация |

## Премия Американской ассоциации звукорежиссёров
Премия Американской ассоциации звукорежиссёров (CAS Awards), была учреждена в 1964 году и присуждается за выдающиеся достижения в сфере сведения звука в кино и на телевидении.
| Год  | Категория                                                              | Номинант(ы)/Номинируемая работа                                                                                     | Результат |
| ---- | ---------------------------------------------------------------------- | --- | --------- |
| 2013 | Выдающиеся достижения в сведении звука для телефильма или мини-сериала | Шон Раш, Джо Эрл, Дуг Андам, Джеймс С. Левин, Джуда Гетц, Кайл Биллингсли (эпизод «Добро пожаловать в Брайарклифф») | Номинация |
| 2014 | Выдающиеся достижения в сведении звука для телефильма или мини-сериала | Брюс Литекки, Джо Эрл, Дуг Андам, Джеймс С. Левин, Джуда Гетц, Кайл Биллингсли (эпизод «Подмены»)                   | Номинация |
| 2015 | Выдающиеся достижения в сведении звука для телефильма или мини-сериала | Брюс Литекки, Джо Эрл, Дуг Андам, Эван Даум, Джуда Гетц, Кайл Биллингсли (эпизод «Монстры среди нас»)               | Номинация |
| 2016 | Выдающиеся достижения в сведении звука для телефильма или мини-сериала | Брендан Биб, Джо Эрл, Вики Лемар (эпизод «Обслуживание номеров»)                                                    | Номинация |
| 2016 | Выдающиеся достижения в сведении звука для телефильма или мини-сериала | Брендан Биб, Джо Эрл, Дуг Андам, Иуда Гетц, Джон Гюнтер (эпизод «Регистрация»)                                      | Номинация |

## Премия Ассоциации телевизионных критиков
Ежегодная американская премия за выдающиеся достижения в области телевидения. Награда учреждена в 1984 году Ассоциацией телевизионных критиков.
| Год  | Категория                                                         | Номинант(ы)/Номинируемая работа           | Результат |
| ---- | ----------------------------------------------------------------- | ----------------------------------------- | --------- |
| 2012 | Личные достижения в драме                                         | Джессика Лэнг                             | Номинация |
| 2013 | Премия за выдающиеся достижения в кино, сериале и специальном шоу | Американская история ужасов: Психбольница | Номинация |
| 2014 | Премия за выдающиеся достижения в кино, сериале и специальном шоу | Американская история ужасов: Шабаш        | Номинация |

## Премия Брэма Стокера
Награда, присуждаемая Horror Writers Association за выдающиеся достижения в жанре литературы хоррора.
| Год  | Категория       | Номинант(ы)/Номинируемая работа                     | Результат |
| ---- | --------------- | --------------------------------------------------- | --------- |
| 2011 | Лучший сценарий | Джессика Шарцер (эпизод «Плацента»)                 | Победа    |
| 2012 | Лучший сценарий | Тим Майнир (эпизод «Тёмный кузен»)                  | Номинация |
| 2013 | Лучший сценарий | Брэд Фэлчак (эпизод «Пролитое молоко»)              | Номинация |
| 2014 | Лучший сценарий | Джеймс Вонг (эпизод «Магические услады Стиви Никс») | Номинация |

## Премия «Выбор народа»
Американская премия, которая присуждается деятелям поп-культуры по итогам зрительского голосования.
| Год  | Категория                                              | Номинант(ы)/Номинируемая работа       | Результат |
| ---- | ------------------------------------------------------ | ------------------------------------- | --------- |
| 2014 | Любимый телефильм/мини-сериал                          | Американская история ужасов: Шабаш    | Победа    |
| 2015 | Любимый фантастический сериал на кабельном телевидении | Американская история ужасов: Фрик-шоу | Номинация |
| 2015 | Любимая актриса в фантастическом сериале               | Джессика Лэнг                         | Номинация |
| 2016 | Любимый фантастический сериал на кабельном телевидении | Американская история ужасов: Отель    | Номинация |
| 2016 | Любимая актриса в фантастическом сериале               | Леди Гага                             | Номинация |
| 2017 | Любимый фантастический сериал на кабельном телевидении | Американская история ужасов: Роанок   | Номинация |

## Премия «Выбор телевизионных критиков»
Премия была учреждена в 2011 году Ассоциацией телевизионных журналистов.
| Год  | Категория                                                   | Номинант(ы)/Номинируемая работа           | Результат |
| ---- | ----------------------------------------------------------- | ----------------------------------------- | --------- |
| 2012 | Лучший фильм или мини-сериал                                | Американская история ужасов               | Номинация |
| 2012 | Лучшая женская роль в фильме или мини-сериале               | Джессика Лэнг                             | Номинация |
| 2013 | Лучший фильм или мини-сериал                                | Американская история ужасов: Психбольница | Номинация |
| 2013 | Лучшая женская роль в фильме или мини-сериале               | Джессика Лэнг                             | Номинация |
| 2013 | Лучшая мужская роль второго плана в фильме или мини-сериале | Закари Куинто                             | Победа    |
| 2013 | Лучшая мужская роль второго плана в фильме или мини-сериале | Джеймс Кромвелл                           | Номинация |
| 2013 | Лучшая женская роль второго плана в фильме или мини-сериале | Сара Полсон                               | Победа    |
| 2013 | Лучшая женская роль второго плана в фильме или мини-сериале | Лили Рэйб                                 | Номинация |
| 2014 | Лучший фильм или мини-сериал                                | Американская история ужасов: Шабаш        | Номинация |
| 2014 | Лучшая женская роль в фильме или мини-сериале               | Джессика Лэнг                             | Победа    |
| 2014 | Лучшая женская роль второго плана в фильме или мини-сериале | Кэти Бэйтс                                | Номинация |
| 2015 | Самый подходящий для запойного просмотра сериал             | Американская история ужасов: Фрик-шоу     | Номинация |
| 2015 | Лучшая женская роль в фильме или мини-сериале               | Джессика Лэнг                             | Номинация |
| 2015 | Лучшая мужская роль второго плана в фильме или мини-сериале | Финн Уиттрок                              | Номинация |
| 2015 | Лучшая женская роль второго плана в фильме или мини-сериале | Сара Полсон                               | Победа    |
| 2016 | Лучшая мужская роль в фильме или мини-сериале               | Уэс Бентли                                | Номинация |
| 2016 | Лучшая женская роль в фильме или мини-сериале               | Кэти Бэйтс                                | Номинация |
| 2016 | Лучшая женская роль второго плана в фильме или мини-сериале | Сара Полсон                               | Номинация |
| 2018 | Лучшая мужская роль в фильме или мини-сериале               | Эван Питерс                               | Номинация |

## Премия Гильдии визажистов и стилистов
Присуждается визажистам и парикмахерам-стилистам за их работу в фильмах, телепрограммах, рекламах и театральных постановках.
| Год  | Категория                                                 | Номинант(ы)/Номинируемая работа                                                           | Результат |
| ---- | --------------------------------------------------------- | ----------------------------------------------------------------------------------------- | --------- |
| 2014 | Лучший грим в мини-сериале или телефильме                 | Эрин Крюгер Мекэш, Кристиен Тинсли (Американская история ужасов: Шабаш)                   | Номинация |
| 2014 | Лучшая причёска в мини-сериале или телефильме             | Монте Хот (Американская история ужасов: Шабаш)                                            | Номинация |
| 2015 | Лучший грим в мини-сериале или телефильме                 | Эрин Крюгер Мекэш, Ким Айерс (Американская история ужасов: Фрик-шоу)                      | Победа    |
| 2015 | Лучшая причёска в мини-сериале или телефильме             | Монте Хот, Мишель Сеглия (Американская история ужасов: Фрик-шоу)                          | Победа    |
| 2015 | Лучшие спецэффекты грима в мини-сериале или телефильме    | Эрин Крюгер Мекэш, Майк Мекэш, Кристофер Нельсон (Американская история ужасов: Фрик-шоу)  | Победа    |
| 2016 | Лучший грим в мини-сериале или телефильме                 | Эрин Крюгер Мекэш, Ким Айерс, Сара Танно (Американская история ужасов: Отель)             | Победа    |
| 2016 | Лучшая причёска в мини-сериале или телефильме             | Монте Хот, Дарлин Брамфилд, Фредерик Эспирэс (Американская история ужасов: Отель)         | Победа    |
| 2016 | Лучшие спецэффекты грима в мини-сериале или телефильме    | Эрин Крюгер Мекэш, Майк Мекэш, Дэвид Андерсон (Американская история ужасов: Отель)        | Победа    |
| 2016 | Лучший грим в рекламных или музыкальных видео             | Керри Герта, Джейсон Коллинз (Американская история ужасов: Отель)                         | Победа    |
| 2016 | Лучшая причёска в рекламных или музыкальных видео         | Николь Алкир, Марисса Смит (Американская история ужасов: Отель)                           | Победа    |
| 2017 | Лучшая современная причёска в мини-сериале или телефильме | Мишель Сеглия, Валери Джексон (Американская история ужасов: Роанок)                       | Победа    |
| 2017 | Лучший грим в мини-сериале или телефильме                 | Эрин Крюгер Мекэш, Ким Айерс, Силвина Найт (Американская история ужасов: Роанок)          | Номинация |
| 2017 | Лучшая причёска в мини-сериале или телефильме             | Мишель Сеглия, Валери Джексон (Американская история ужасов: Роанок)                       | Номинация |
| 2017 | Лучшие спецэффекты грима в мини-сериале или телефильме    | Эрин Крюгер Мекэш, Майк Мекэш, Дэвид Андерсон (Американская история ужасов: Роанок)       | Победа    |
| 2017 | Лучший грим в рекламных или музыкальных видео             | Керри Герта, Jason Collins, Кристина Уолц (промо к «Американской истории ужасов: Роанок») | Победа    |
| 2018 | Лучшая современный грим в мини-сериале или телефильме     | Эрин Крюгер Мекэш, Ким Айерс, Силвина Найт (Американская история ужасов: Культ)           | Ожидается |
| 2018 | Лучшая современная причёска в мини-сериале или телефильме | Мишель Сеглия, Саманта Уэйд, Бриттани Мадригал (Американская история ужасов: Культ)       | Ожидается |
| 2018 | Лучшая причёска в мини-сериале или телефильме             | Мишель Сеглия, Саманта Уэйд, Джули Раэль (Американская история ужасов: Культ)             | Ожидается |
| 2018 | Лучшие спецэффекты грима в мини-сериале или телефильме    | Эрин Крюгер Мекэш, Майк Мекэш, Дэвид Андерсон (Американская история ужасов: Культ)        | Ожидается |
| 2018 | Лучший грим в рекламных или музыкальных видео             | Керри Герта, Jason Collins, Кристина Уолц (промо к «Американская история ужасов: Культ»)  | Ожидается |
| 2018 | Лучшая причёска в рекламных или музыкальных видео         | Ники Алкир, Фернандо Наварро, Стефани Ривз (промо к «Американская история ужасов: Культ») | Ожидается |

## Премия Гильдии киноактёров США
Кинопремия присуждается Гильдией киноактёров США с 1995 года за кинофильмы и телевизионные сериалы. Премия является одной из самых престижных в мире киноиндустрии.
| Год  | Категория                                   | Номинант(ы)/Номинируемая работа | Результат |
| ---- | ------------------------------------------- | ------------------------------- | --------- |
| 2012 | Лучшая женская роль в драматическом сериале | Джессика Лэнг                   | Победа    |
| 2013 | Лучшая женская роль в драматическом сериале | Джессика Лэнг                   | Номинация |
| 2014 | Лучшая женская роль в драматическом сериале | Джессика Лэнг                   | Номинация |

## Премия Гильдии продюсеров США
Ежегодная награда, вручаемая за выдающиеся достижения в кинематографе и телевидении Гильдией продюсеров Америки с 1990 года по настоящее время.
| Год  | Категория                                 | Номинант(ы)/Номинируемая работа | Результат |
| ---- | ----------------------------------------- | --- | --------- |
| 2013 | Лучший продюсер длинномерного телевидения | Брэд Букер, Данте Ди Лорето, Брэд Фэлчак, Райан Мёрфи, Чип Вучелич и Алексис Мартин Вудалл (Американская история ужасов)                                                                | Номинация |
| 2014 | Лучший продюсер длинномерного телевидения | Брэд Букер, Данте Ди Лорето, Брэд Фэлчак, Райан Мёрфи, Чип Вучелич и Алексис Мартин Вудалл (Американская история ужасов: Психбольница)                                                  | Номинация |
| 2015 | Лучший продюсер длинномерного телевидения | Брэд Букер, Данте Ди Лорето, Брэд Фэлчак, Джозеф Инкапрера, Алексис Мартин Вудалл, Тим Майнир, Райан Мёрфи, Дженнифер Солт, Джеймс Вонг (Американская история ужасов: Шабаш и Фрик-шоу) | Номинация |
| 2016 | Лучший продюсер длинномерного телевидения | Брэд Букер, Райан Мёрфи, Брэд Фэлчак, Тим Майнир, Дженнифер Солт, Джеймс Вонг, Алексис Мартин Вудалл, Роберт М. Уильямс младший (Американская история ужасов: Отель)                    | Номинация |

## Премия Гильдии режиссёров Америки
Ежегодная американская премия за выдающиеся достижения в области режиссуры кино и телевидения. Награда учреждена в 1948 году президентом Гильдии режиссёров Америки Джорджем Маршаллом.
| Год  | Категория                                          | Номинант(ы)/Номинируемая работа      | Результат |
| ---- | -------------------------------------------------- | ------------------------------------ | --------- |
| 2012 | Выдающаяся режиссура в телефильме или мини-сериале | Майкл Раймер (эпизод «Тёмный кузен») | Номинация |

## Премия Гильдии сценаристов США
Ежегодная награда, вручаемая за выдающиеся достижения в кинематографе, телевидении и радио Гильдией сценаристов Америки с 1949 года по настоящее время.
| Год  | Категория                                                | Номинант(ы)/Номинируемая работа | Результат |
| ---- | -------------------------------------------------------- | --- | --------- |
| 2016 | Лучший сценарий в полномерной оригинальной телепрограмме | Брэд Фэлчак, Джон Дж. Грей, Тодд Кубрак, Кристал Лью, Нед Мартел, Тим Майнир, Райан Мёрфи, Дженнифер Солт и Джеймс Вонг (Американская история ужасов: Отель) | Номинация |
| 2018 | Лучший сценарий в полномерной оригинальной телепрограмме | Брэд Фэлчак, Джон Дж. Грей, Джошуа Грин, Тодд Кубрак, Кристал Лью, Тим Майнир, Райан Мёрфи, Адам Пенн и Джеймс Вонг (Американская история ужасов: Культ)     | Ожидается |

## ПремияГильдии художников по костюмам
В 1999 году была учреждена Гильдией художников по костюмам, награды вручаются по итогам голосования за лучший дизайн костюмов в области кино и телевидения.
| Год  | Категория                                    | Номинант(ы)/Номинируемая работа                            | Результат |
| ---- | -------------------------------------------- | ---------------------------------------------------------- | --------- |
| 2013 | Лучшие костюмы в телефильме или мини-сериале | Лу Эйрич (Американская история ужасов: Психбольница)       | Победа    |
| 2014 | Лучшие костюмы в телефильме или мини-сериале | Лу Эйрич (Американская история ужасов: Шабаш)              | Номинация |
| 2015 | Лучшие костюмы в телефильме или мини-сериале | Лу Эйрич (Американская история ужасов: Фрик-шоу)           | Победа    |
| 2016 | Лучшие костюмы в телесериале                 | Лу Эйрич (Американская история ужасов: Отель)              | Победа    |
| 2017 | Лучшие костюмы в телесериале                 | Лу Эйрич, Хелен Хуан (Американская история ужасов: Роанок) | Победа    |

## Премия Гильдии художников-постановщиков США
Премия присуждается за лучшие достижения в области художественного оформления голливудских картин и популярных сериалов.
| Год  | Категория                                                                         | Номинант(-ы)/Номинируемая работа                              | Результат |
| ---- | --------------------------------------------------------------------------------- | ------------------------------------------------------------- | --------- |
| 2011 | Лучший художник-постановщик в сериале, снятом одной камерой (часовой хронометраж) | Марк Уортингтон (эпизод «Дом-убийца»)                         | Номинация |
| 2012 | Лучший художник-постановщик в телефильме или мини-сериале                         | Марк Уортингтон (эпизод «Я — Анна Франк, часть 2»)            | Победа    |
| 2013 | Лучший художник-постановщик в телефильме или мини-сериале                         | Марк Уортингтон (эпизод «Искусство быть стервой»)             | Номинация |
| 2014 | Лучший художник-постановщик в телефильме или мини-сериале                         | Марк Уортингтон (эпизод «Резня и утренники»)                  | Победа    |
| 2015 | Лучший художник-постановщик в телефильме или мини-сериале                         | Марк Уортингтон (эпизод «Регистрация»)                        | Победа    |
| 2015 | Лучший художник-постановщик в веб-сериале, музыкальном видео или рекламе          | Зак Мэтьюс (промо «Коридоры»)                                 | Номинация |
| 2017 | Лучший художник-постановщик в телефильме или мини-сериале                         | Эндрю Мурдок (эпизод «Пятая глава»)                           | Номинация |
| 2018 | Лучший художник-постановщик в телефильме или мини-сериале                         | Джеффри Мосса (эпизоды «Ночь выборов» и «Зима тревоги нашей») | Ожидается |

## Премия «Золотой глобус»
Ежегодная премия, присуждаемая Голливудской ассоциацией иностранной прессы с 1944 года за работы в кинофильмах и телевизионных картинах.
| Год  | Категория                                                                 | Номинант(ы)/Номинируемая работа    | Результат |
| ---- | ------------------------------------------------------------------------- | ---------------------------------- | --------- |
| 2012 | Лучший телевизионный сериал (драма)                                       | Американская история ужасов        | Номинация |
| 2012 | Лучшая женская роль второго плана (мини-сериал, телесериал или телефильм) | Джессика Лэнг                      | Победа    |
| 2013 | Лучшая актриса в мини-сериале или телефильме                              | Джессика Лэнг                      | Номинация |
| 2014 | Лучший мини-сериал или телефильм                                          | Американская история ужасов: Шабаш | Номинация |
| 2014 | Лучшая актриса в мини-сериале или телефильме                              | Джессика Лэнг                      | Номинация |
| 2015 | Лучшая актриса в мини-сериале или телефильме                              | Джессика Лэнг                      | Номинация |
| 2015 | Лучшая актриса второго плана в телесериале, мини-сериале или телефильме   | Кэти Бэйтс                         | Номинация |
| 2016 | Лучший мини-сериал или телефильм                                          | Американская история ужасов: Отель | Номинация |
| 2016 | Лучшая актриса в мини-сериале или телефильме                              | Леди Гага                          | Победа    |

## Премия «Кинонаграды MTV»
Ежегодное телевизионное шоу по присуждению наград в области американского кино, организуемое каналом MTV.
| Год  | Категория     | Номинант(ы)/Номинируемая работа | Результат |
| ---- | ------------- | ------------------------------- | --------- |
| 2017 | Лучший злодей | Уэс Бентли                      | Номинация |

## Премия «Молодой актёр»
Премия ежегодно вручается «Фондом молодого актёра» с 1979 года талантливым молодым людям на телевидении и в кинематографе, которые часто находятся в тени своих старших, более известных коллег.
| Год  | Категория                                                             | Номинант(ы)/Номинируемая работа | Результат |
| ---- | --------------------------------------------------------------------- | ------------------------------- | --------- |
| 2014 | Лучшие появление в телесериале — Приглашённый молодой актёр 11-13 лет | Тоби Николс                     | Номинация |
| 2015 | Лучшие появление в телесериале — Приглашённый молодой актёр 15-21 лет | Далтон Э. Грей                  | Номинация |

## Премия Национальной ассоциации содействия прогрессу цветного населения
Присуждается Национальной ассоциацией содействия прогрессу цветного населения выдающимся цветным людям за успехи в сфере кино, музыки, театра и кино.
| Год    | Категория                                                           | Номинант(ы)/Номинируемая работа       | Результат |
| ------ | ------------------------------------------------------------------- | ------------------------------------- | --------- |
| 2014\| | Лучшая актриса в телефильме, мини-сериале или драматическом сериале | Анджела Бассетт                       | Номинация |
| 2014\| | Лучшая актриса в телефильме, мини-сериале или драматическом сериале | Габури Сидибе                         | Номинация |
| 2015   | Лучший телефильм, мини-сериал или драматический сериал              | Американская история ужасов: Фрик-шоу | Номинация |
| 2015   | Лучшая актриса в телефильме, мини-сериале или драматическом сериале | Анджела Бассетт                       | Номинация |
| 2016   | Лучшая актриса в телефильме, мини-сериале или драматическом сериале | Анджела Бассетт                       | Номинация |

## Премия Общества операторов
Премия присуждается за достижения кинооператоров в фильмах и на телевидении.
| Год  | Категория                        | Номинант(ы)/Номинируемая работа                        | Результат |
| ---- | -------------------------------- | ------------------------------------------------------ | --------- |
| 2014 | Кинооператор года на телевидении | Джеймс Рид (Американская история ужасов: Психбольница) | Номинация |

## ПремияОбщества специалистов по визуальным эффектам
С 2003 года общество проводит церемонию вручения специальной награды более чем в 20 категориях, охватывавших телевидение, коммерческую рекламу, музыкальные видеоклипы и художественные фильмы.
| Год  | Категория                                                               | Номинант(ы)/Номинируемая работа                                                                               | Результат |
| ---- | ----------------------------------------------------------------------- | --- | --------- |
| 2014 | Лучшие вспомогательные визуальные эффекты в игровом кино на телевидении | Джейсон Пиччиони, Джейсон Спратт, Майк Кирило, Джастин Болл, Эрик Робертс (эпизод «Эдвард Мордрейк, часть 2») | Победа    |
| 2014 | Лучшие визуальные эффекты при комбинированной съемке на телевидении     | Томми Тран, Дж. В. Пайк, Роб Лутц, Мэтт Леффертс (эпизод «Эдвард Мордрейк, часть 2»)                          | Номинация |

## Премия «Призма»
Ежегодная награда была создана Советом индустрии развлечений, чтобы почтить творческое сообщество за точное изображение злоупотребления психоактивными веществами, наркомании и психического здоровья в развлекательных программах.
| Год  | Категория                                                            | Номинант(ы)/Номинируемая работа                                             | Результат |
| ---- | -------------------------------------------------------------------- | --------------------------------------------------------------------------- | --------- |
| 2013 | Лучший драматический сериал, где показано злоупотребление веществами | Эпизоды «Ветер с северо-востока», «Я — Анна Франк, часть 2», «Тёмный кузен» | Победа    |

## Премия «Сатурн»
Американская премия, вручаемая Академией научной фантастики, фэнтези и фильмов ужасов по результатам голосования членов Академии, участие в которой открыто всем желающим за определённую плату.
| Год  | Категория                                               | Номинант(ы)/Номинируемая работа           | Результат |
| ---- | ------------------------------------------------------- | ----------------------------------------- | --------- |
| 2012 | Лучший телесериал, сделанный для кабельного телевидения | Американская история ужасов               | Номинация |
| 2012 | Лучший актёр на телевидении                             | Дилан Макдермотт                          | Номинация |
| 2012 | Лучшая актриса на телевидении                           | Джессика Лэнг                             | Номинация |
| 2012 | Лучшая актриса второго плана на телевидении             | Фрэнсис Конрой                            | Номинация |
| 2012 | Лучшая гостевая роль в телесериале                      | Закари Куинто                             | Номинация |
| 2013 | Лучший телесериал, сделанный для кабельного телевидения | Американская история ужасов: Психбольница | Номинация |
| 2013 | Лучшая актриса на телевидении                           | Сара Полсон                               | Номинация |
| 2013 | Лучшая актриса второго плана на телевидении             | Джессика Лэнг                             | Номинация |
| 2014 | Лучший телесериал, сделанный для кабельного телевидения | Американская история ужасов: Шабаш        | Номинация |
| 2014 | Лучшая актриса на телевидении                           | Джессика Лэнг                             | Номинация |
| 2014 | Лучшая актриса второго плана на телевидении             | Кэти Бэйтс                                | Номинация |
| 2014 | Лучшая гостевая роль в телесериале                      | Дэнни Хьюстон                             | Номинация |
| 2015 | Лучший телесериал, сделанный для кабельного телевидения | Американская история ужасов: Фрик-шоу     | Номинация |
| 2015 | Лучшая актриса на телевидении                           | Джессика Лэнг                             | Номинация |
| 2015 | Лучшая гостевая роль в телесериале                      | Нил Патрик Харрис                         | Номинация |
| 2016 | Лучший телесериал в жанре хоррор                        | Американская история ужасов: Отель        | Номинация |
| 2017 | Лучший телесериал в жанре хоррор                        | Американская история ужасов: Роанок       | Номинация |
| 2017 | Лучшая актриса на телевидении                           | Сара Полсон                               | Номинация |
| 2017 | Лучшая актриса второго плана на телевидении             | Кэти Бэйтс                                | Номинация |
| 2017 | Лучшая актриса второго плана на телевидении             | Адина Портер                              | Номинация |
| 2017 | Лучшая гостевая роль в телесериале                      | Лэсли Джордан                             | Номинация |

## Премия «Спутник»
Ежегодная премия, присуждаемая «Международной пресс-академией», альтернатива «Золотому глобусу».
| Год  | Категория                                                        | Номинант(ы)/Номинируемая работа           | Результат |
| ---- | ---------------------------------------------------------------- | ----------------------------------------- | --------- |
| 2011 | Лучший жанровый телесериал                                       | Американская история ужасов               | Победа    |
| 2011 | Специальная награда: Лучшее появление в сериале                  | Джессика Лэнг                             | Победа    |
| 2012 | Лучший жанровый телесериал                                       | Американская история ужасов: Психбольница | Номинация |
| 2012 | Лучший актёр второго плана — сериал, мини-сериал или фильм на ТВ | Эван Питерс                               | Номинация |
| 2013 | Лучший жанровый телесериал                                       | Американская история ужасов: Шабаш        | Номинация |
| 2013 | Лучшая актриса — мини-сериал или фильм на ТВ                     | Джессика Лэнг                             | Номинация |
| 2013 | Лучшая актриса второго плана — мини-сериал или фильм на ТВ       | Кэти Бэйтс                                | Номинация |
| 2014 | Лучший жанровый телесериал                                       | Американская история ужасов: Фрик-шоу     | Номинация |
| 2014 | Лучшая актриса второго плана — мини-сериал или фильм на ТВ       | Сара Полсон                               | Победа    |
| 2015 | Лучший жанровый телесериал                                       | Американская история ужасов: Отель        | Номинация |
| 2015 | Лучшая актриса — мини-сериал или фильм на ТВ                     | Леди Гага                                 | Номинация |

## Премия «Эдди»
Премия «Эдди» учреждена в 1962 году Американской ассоциацией монтажёров за выдающиеся достижения в области монтажа кино и телевидения.
| Год  | Категория                                     | Номинант(ы)/Номинируемая работа     | Результат |
| ---- | --------------------------------------------- | ----------------------------------- | --------- |
| 2014 | Лучший монтаж в фильме или мини-сериале на ТВ | Стюарт Шилл (эпизод «Игра в имена») | Номинация |

## Премия «Эмми»
Американская телевизионная премия. «Эмми» считается телевизионным эквивалентом «Оскара» (для кино), премии «Грэмми» (для музыки) и премии «Тони» (для театра). Награды «Эмми» представляют разные сектора индустрии американского телевидения и церемонии вручения наград проводятся ежегодно, но в разные месяцы каждая в своей области. Наиболее известными, освещаемыми в прессе и престижными являются Прайм-тайм премия «Эмми» и Дневная премия «Эмми», отмечающие лучшие работы в прайм-тайм и дневном эфирах соответственно. В каждой из этих премий выделяется Творческая премия «Эмми», вручаемая обычно за технические заслуги «закулисной» части производственной команды, например монтажёров, дизайнеров по костюмам, звуковым редакторам.

### Прайм-таймовая премия «Эмми»
| Год  | Категория                                                         | Номинант(ы)/Номинируемая работа                             | Результат |
| ---- | ----------------------------------------------------------------- | ----------------------------------------------------------- | --------- |
| 2012 | Лучший мини-сериал или фильм                                      | Американская история ужасов                                 | Номинация |
| 2012 | Лучшая актриса в мини-сериале или фильме                          | Конни Бриттон                                               | Номинация |
| 2012 | Лучший актёр второго плана в мини-сериале или фильме              | Дэнис О'Хэр                                                 | Номинация |
| 2012 | Лучшая актриса второго плана в мини-сериале или фильме            | Фрэнсис Конрой                                              | Номинация |
| 2012 | Лучшая актриса второго плана в мини-сериале или фильме            | Джессика Лэнг                                               | Победа    |
| 2013 | Лучший мини-сериал или фильм                                      | Американская история ужасов: Психбольница                   | Номинация |
| 2013 | Лучшая актриса в мини-сериале или фильме                          | Джессика Лэнг                                               | Номинация |
| 2013 | Лучший актёр второго плана в мини-сериале или фильме              | Закари Куинто                                               | Номинация |
| 2013 | Лучший актёр второго плана в мини-сериале или фильме              | Джеймс Кромвелл                                             | Победа    |
| 2013 | Лучшая актриса второго плана в мини-сериале или фильме            | Сара Полсон                                                 | Номинация |
| 2014 | Лучший мини-сериал                                                | Американская история ужасов: Шабаш                          | Номинация |
| 2014 | Лучшая актриса в мини-сериале или фильме                          | Сара Полсон                                                 | Номинация |
| 2014 | Лучшая актриса в мини-сериале или фильме                          | Джессика Лэнг                                               | Победа    |
| 2014 | Лучшая актриса второго плана в мини-сериале или фильме            | Анджела Бассетт                                             | Номинация |
| 2014 | Лучшая актриса второго плана в мини-сериале или фильме            | Фрэнсис Конрой                                              | Номинация |
| 2014 | Лучшая актриса второго плана в мини-сериале или фильме            | Кэти Бэйтс                                                  | Победа    |
| 2014 | Лучший сценарист мини-сериала, фильма или драматической программы | Райан Мёрфи и Брэд Фэлчак (эпизод «Искусство быть стервой») | Номинация |
| 2014 | Лучший режиссёр мини-сериала, фильма или драматической программы  | Альфонсо Гомес-Рехон (эпизод «Искусство быть стервой»)      | Номинация |
| 2015 | Лучший мини-сериал                                                | Американская история ужасов: Фрик-шоу                       | Номинация |
| 2015 | Лучшая актриса в мини-сериале или фильме                          | Джессика Лэнг                                               | Номинация |
| 2015 | Лучший актёр второго плана в мини-сериале или фильме              | Дэнис О'Хэр                                                 | Номинация |
| 2015 | Лучший актёр второго плана в мини-сериале или фильме              | Финн Уиттрок                                                | Номинация |
| 2015 | Лучшая актриса второго плана в мини-сериале или фильме            | Сара Полсон                                                 | Номинация |
| 2015 | Лучшая актриса второго плана в мини-сериале или фильме            | Анджела Бассетт                                             | Номинация |
| 2015 | Лучшая актриса второго плана в мини-сериале или фильме            | Кэти Бэйтс                                                  | Номинация |
| 2015 | Лучший режиссёр мини-сериала, фильма или драматической программы  | Райан Мёрфи (эпизод «Монстры среди нас»)                    | Номинация |
| 2016 | Лучшая актриса второго плана в мини-сериале или фильме            | Сара Полсон                                                 | Номинация |
| 2016 | Лучшая актриса второго плана в мини-сериале или фильме            | Кэти Бэйтс                                                  | Номинация |

### Прайм-таймовая творческая премия «Эмми»
| Год  | Категория                                                                                      | Номинант(ы)/Номинируемая работа | Результат |
| ---- | ---------------------------------------------------------------------------------------------- | --- | --------- |
| 2012 | Лучший художник-постановшик в мини-сериале или телефильме                                      | Марк Уортингтон, Эдвард Л. Рубин и Эллен Брилл (эпизод «День открытых дверей»)                                                                                    | Номинация |
| 2012 | Лучший художник-постановшик в мини-сериале или телефильме                                      | Бет Рубино, Чарльз М. Лагола и Эллен Брилл (эпизод «Пилот») | Номинация |
| 2012 | Лучший кастинг для мини-сериала, телефильма или специального выпуска                           | Роберт Ульрих и Эрик Доусон | Номинация |
| 2012 | Лучшие костюмы для мини-сериала, телефильма или специального выпуска                           | Криси Карвонидес и Конан Кастро | Номинация |
| 2012 | Лучший монтаж мини-сериала или телефильма, снятого одной камерой                               | Фабиен Бувиль | Номинация |
| 2012 | Лучшая причёска для мини-сериала или телефильма                                                | Монте Хот, Саманта Уэйд, Мелани Веркинс, Натали Дрисколл и Мишель Сеглия                                                                                          | Победа    |
| 2012 | Лучший дизайн заглавных титров                                                                 | Кайл Купер, Хуан Руис Анчиа, Кейт Барри и Райан Мёрфи | Номинация |
| 2012 | Лучший грим для мини-сериала или телефильма                                                    | Эрин Крюгер Мекэш, Ким Айерс, Силвина Найт и Д. Гарэн Толкин | Номинация |
| 2012 | Лучший протезированный грим мини-сериала, телефильма или специального выпуска                  | Эрин Крюгер Мекэш, Хироси Яда, Майк Мекэш, Кристофер Нельсон, Ким Айерс, Кристиен Тинсли и Джейсон Хамер                                                          | Номинация |
| 2012 | Лучший монтаж звука для мини-сериала, телефильма или специального выпуска                      | Гари Мегрегиан, Дэвид Клоц, Стивен Стур, Джейсон Кран, Джейсон Лезама, Тимоти Кливленд, Брюс Танис, Саймон Кок, Зейн Брюс, Джефф Ганн и Ланс Вайсман              | Номинация |
| 2012 | Лучшее сведение звука в мини-сериале или телефильме                                            | Шон Раш, Джо Эрл и Дуг Эндхэм | Номинация |
| 2012 | Лучшая постановка трюков                                                                       | Тим Дэвисон | Номинация |
| 2013 | Лучшая операторская работа в мини-сериале или телефильме                                       | Майкл Гои (эпизод «Я — Анна Франк, часть 2») | Номинация |
| 2013 | Лучший художник-постановшик в мини-сериале или телефильме                                      | Марк Уортингтон, Эндрю Мурдок и Эллен Брилл (эпизод «Я — Анна Франк, часть 2»)                                                                                    | Номинация |
| 2013 | Лучший художник-постановшик в мини-сериале или телефильме                                      | Марк Уортингтон, Эдвард Л. Рубин и Эллен Брилл (эпизод «Добро пожаловать в Брайарклифф»)                                                                          | Номинация |
| 2013 | Лучший кастинг для мини-сериала, телефильма или специального выпуска                           | Роберт Ульрих и Эрик Доусон | Номинация |
| 2013 | Лучшие костюмы мини-сериала, телефильма или специального выпуска                               | Криси Карвонидес и Конан Кастро (эпизод «Конец безумия») | Номинация |
| 2013 | Лучший монтаж мини-сериала или телефильма, снятого одной камерой                               | Фабиен Бувиль (эпизод «Ветер с северо-востока») | Номинация |
| 2013 | Лучшая причёска для мини-сериала или телефильма                                                | Монте Хот, Дженис Кларк, Стэйси Блэк, Натали Дрисколл и Мишель Сеглия                                                                                             | Номинация |
| 2013 | Лучший дизайн заглавных титров                                                                 | Кайл Купер, Хуан Руис Анчиа, Кейт Барри и Райан Мёрфи | Номинация |
| 2013 | Лучший грим для мини-сериала или телефильма                                                    | Эрин Крюгер Мекэш, Ким Айерс, Силвина Найт и Джон Эллиот | Номинация |
| 2013 | Лучший протезированный грим для мини-сериала, телефильма или специального выпуска              | Эрин Крюгер Мекэш, Майк Мекэш, Хироси Яда, Кристофер Нельсон, Ким Айерс, Силвина Найт, Кристиен Тинсли и Джейсон Хамер                                            | Номинация |
| 2013 | Лучший монтаж звука для мини-сериала, телефильма или специального выпуска                      | Гари Мегрегиан, Стивен Стур, Джейсон Кран, Кристиан Буэнавентура, Тимоти Кливленд, Дэвид Клоц, Эндрю Доусон и Ноэл Вохт (эпизод «Добро пожаловать в Брайарклифф») | Победа    |
| 2013 | Лучшее сведение звука в мини-сериале или телефильме                                            | Шон Раш, Джо Эрл и Дуг Эндхэм (эпизод «Добро пожаловать в Брайарклифф»)                                                                                           | Номинация |
| 2014 | Лучший художник-постановшик в мини-сериале или телефильме                                      | Марк Уортингтон, Эндрю Мурдок и Эллен Брилл | Номинация |
| 2014 | Лучший кастинг для мини-сериала, телефильма или специального выпуска                           | Роберт Ульрих, Эрик Доусон и Меаган Льюис | Номинация |
| 2014 | Лучшие костюмы для мини-сериала, телефильма или специального выпуска                           | Лу Эйрич, Элизабет Мейси и Кен Ван Дайн (эпизод «Искусство быть стервой»)                                                                                         | Победа    |
| 2014 | Лучшая причёска для мини-сериала или фильма                                                    | Монте Хот, Мишель Сеглия, Йоланда Меркадел и Дейна Дейгл | Победа    |
| 2014 | Лучший грим для мини-сериала или телефильма                                                    | Эрин Крюгер Мекэш, Ким Айерс, Вики Вакка, Майк Мекэш, Кристофер Нельсон и Люси О'Рейлли                                                                           | Номинация |
| 2014 | Лучший протезированный грим для мини-сериала, телефильма или специального выпуска              | Эрин Крюгер Мекэш, Майк Мекэш, Кристиен Тинсли, Джейсон Хамер, Кристофер Нельсон, Дэвид Андерсон, Кристина Паттерсон и Роберт Фрейтас                             | Номинация |
| 2014 | Лучшая музыкальная композиция для мини-сериала, телефильма или специального выпуска            | Джеймс С. Левайн (эпизод «Семь чудес») | Номинация |
| 2014 | Лучший монтаж звука для мини-сериала, телефильма или специального выпуска                      | Гари Мегрегиан, Дэвид Клоц, Тимоти Кливленд, Пол Диллер, Брайан Томас Нист, Стивен Стур, Ланс Вайсман и Ноэл Вохт (эпизод «Страшные последствия розыгрыша»)       | Номинация |
| 2014 | Лучшее сведение звука в мини-сериале или телефильме                                            | Шон Раш, Джо Эрл и Дуг Эндхэм (эпизод «Страшные последствия розыгрыша»)                                                                                           | Номинация |
| 2015 | Лучшая причёска для лимитированного сериала или телефильма                                     | Монте Хот, Мишель Сеглия, Дейна Дейгл, Эми Вуд и Шерри Б. Гамильтон                                                                                               | Победа    |
| 2015 | Лучший дизайн заглавных титров                                                                 | Райан Мёрфи, Кайл Купер, Ли Нельсон и Надя Тзу | Номинация |
| 2015 | Лучшие вспомогательные визуальные эффекты                                                      | Джейсон Пиччиони, Джастин Болл, Джейсон Спратт, Тим Якобсен, Дэвид Алтено, Томми Тран, Майк Кирило, Мэтт Леффертс и Донни Дин                                     | Победа    |
| 2015 | Лучшие костюмы в сериале жанра фэнтези, лимитированном сериале или телефильме                  | Лу Эйрич, Элизабет Мейси и Кен Ван Дайн | Победа    |
| 2015 | Лучшее сведение звука в лимитированном сериале или телефильме                                  | Брюс Литекки, Джо Эрл, Дуг Эндхэм и Эван Даум | Номинация |
| 2015 | Лучшая операторская работа в лимитированном сериале или телефильме                             | Майкл Гои | Номинация |
| 2015 | Лучший монтаж звука для лимитированного сериала, телефильма или специального выпуска           | Гари Мегрегиан, Тимоти Кливленд, Пол Диллер, Стивен Стур, Ланс Вайсман, Джейсон Кран, Джон Грин, Дэвид Клоц и Ноэл Вохт                                           | Номинация |
| 2015 | Лучший кастинг для лимитированного сериала, телефильма или специального выпуска                | Роберт Ульрих, Эрик Доусон и Меаган Льюис | Номинация |
| 2015 | Лучший протезированный грим для лимитированного сериала, телефильма или специального выпуска   | Эрин Крюгер Мекэш, Майк Мекэш, Дэвид Андерсон, Джастин Роли, Кристофер Нельсон, Ким Айерс, Луис Гарсия и Джеймс Маккиннон                                         | Победа    |
| 2015 | Лучшая музыкальная композиция для лимитированного сериала, телефильма или специального выпуска | Мак Квейл | Номинация |
| 2015 | Лучший грим для лимитированного сериала, телефильма или специального выпуска                   | Эрин Крюгер Мекэш, Ким Айерс, Люси О'Рейлли, Майк Мекэш, Кристофер Нельсон и Джиллиан Эриксон                                                                     | Победа    |
| 2016 | Лучшая художественная постановка однокамерного современного или фэнтези-сериала                | Марк Уортингтон, Дениз Гудзон и Эллен Брилл | Номинация |
| 2016 | Лучшие костюмы в современном сериале, лимитированном сериале или телефильме                    | Лу Эйрич, Хелен Хуан и Мариса Аботиз (эпизод «Желоба и лестницы»)                                                                                                 | Победа    |
| 2016 | Лучшая причёска для лимитированного сериала или фильма                                         | Монте Хот, Фредерик Аспира, Дарлин Брамфилд, Келли Малдун и Джина Бонаккуисти                                                                                     | Номинация |
| 2016 | Лучший монтаж звука для лимитированного сериала, телефильма или специального выпуска           | Гари Мегрегиан, Стивен Стур, Джейсон Кран, Тимоти Кливленд, Пол Диллер, Дэвид Клоц, Ноэл Вохт и Джинджер Гири (эпизод «Регистрация»)                              | Номинация |
| 2016 | Лучший грим для лимитированного сериала, телефильма или специального выпуска                   | Эрин Крюгер Мекэш, Ким Айерс, Майк Мекэш, Силвина Найт и Сара Танно                                                                                               | Победа    |
| 2016 | Лучший протезированный грим для лимитированного сериала, телефильма или специального выпуска   | Эрин Крюгер Мекэш, Майк Мекэш, Брэдли Палмер, Барт Миксон, Джеймс Маккиннон, Кевин Киркпатрик, Дэвид Андерсон и Глен Айснер                                       | Номинация |
| 2017 | Лучшая причёска для лимитированного сериала или фильма                                         | Мишель Сеглия, Валери Джексон и Хосе Замора | Номинация |
| 2017 | Лучший монтаж звука для лимитированного сериала, телефильма или специального выпуска           | Гари Мегрегиан, Стивен Стур, Джейсон Кран, Тимоти Кливленд, Пол Диллер, Дэвид Клоц и Ноэл Вохт (эпизод «Первая глава»)                                            | Номинация |
| 2017 | Лучший грим для лимитированного сериала, телефильма или специального выпуска                   | Эрин Крюгер Мекэш, Ким Айерс, Майк Мекэш, Силвина Найт, Карлей Герберт и Луис Гарсия                                                                              | Номинация |
| 2017 | Лучший протезированный грим для лимитированного сериала, телефильма или специального выпуска   | Эрин Крюгер Мекэш, Майк Мекэш, Дэвид Андерсон, Джеймс Маккиннон, Джейсон Хамер, Мелани Эйхнер, Кристина Химиоб и Майко Чиба                                       | Победа    |

## Премия «Artios Awards»
С октября 1985 года Американское общество специалистов по кастингу присуждает награду Artios Awards за лучший подбор актерских ансамблей в фильмах, театральных постановках и на телевидении.
| Год  | Категория                                      | Номинант(ы)/Номинируемая работа                                                                                       | Результат |
| ---- | ---------------------------------------------- | --- | --------- |
| 2012 | Лучший кастинг для телефильма или мини-сериала | Роберт Дж. Ульрих, Эрик Доусон, Кэрол Критзер, Эрик Саульер (Американская история ужасов: Дом убийца)                 | Номинация |
| 2013 | Лучший кастинг для телефильма или мини-сериала | Роберт Дж. Ульрих, Эрик Доусон, Кэрол Критзер, Эрик Саульер (Американская история ужасов: Психбольница)               | Номинация |
| 2015 | Лучший кастинг для телефильма или мини-сериала | Роберт Дж. Ульрих, Эрик Доусон, Кэрол Критзер, Меаган Льюис, Эрик Саульер (Американская история ужасов: Шабаш)        | Номинация |
| 2016 | Лучший кастинг для телефильма или мини-сериала | Роберт Дж. Ульрих, Эрик Доусон, Кэрол Критзер, Меаган Льюис, Бэкки Сильвермэн (Американская история ужасов: Фрик-шоу) | Номинация |

## ПремияBET
| Год  | Категория      | Номинант(ы)/Номинируемая работа | Результат |
| ---- | -------------- | ------------------------------- | --------- |
| 2014 | Лучшая актриса | Анджела Бассетт                 | Номинация |

## ПремияBMI
Компания Broadcast Music, Inc. ежегодно присуждает премии поэтам-песенникам, композиторам и музыкальным издателям, создателям самой исполняемой песни.
| Год  | Категория                                                 | Номинант(ы)/Номинируемая работа                  | Результат |
| ---- | --------------------------------------------------------- | ------------------------------------------------ | --------- |
| 2013 | Лучшее музыкальное сопровождение на кабельном телевидении | Чарли Клоузер, Цезарь Давила-Иризарри            | Победа    |
| 2015 | Лучшее музыкальное сопровождение на кабельном телевидении | Чарли Клоузер, Цезарь Давила-Иризарри, Мак Квейл | Победа    |

## Премия «Dorian Awards»
Премия Dorian Awards была учреждена в 2008 году и присуждается ежегодно Ассоциацией критиков нетрадиционной сексуальной ориентации.
| Год  | Категория                                     | Номинант(ы)/Номинируемая работа              | Результат |
| ---- | --------------------------------------------- | -------------------------------------------- | --------- |
| 2011 | Лучшая актёрская игра                         | Джессика Лэнг                                | Победа    |
| 2011 | Телевизионная драма года                      | Американская история ужасов                  | Победа    |
| 2011 | Лучшее телешоу на ЛГБТ-тематику               | Американская история ужасов                  | Номинация |
| 2011 | Лучшее открыто гомосексуальное шоу года       | Американская история ужасов                  | Номинация |
| 2012 | Лучшая женская актёрская игра                 | Джессика Лэнг                                | Победа    |
| 2012 | Телевизионная драма года                      | Американская история ужасов: Психбольница    | Победа    |
| 2012 | Лучшее телешоу на ЛГБТ-тематику               | Американская история ужасов: Психбольница    | Номинация |
| 2012 | Лучшее открыто гомосексуальное шоу года       | Американская история ужасов: Психбольница    | Номинация |
| 2013 | Лучшая женская актёрская игра                 | Джессика Лэнг                                | Победа    |
| 2013 | Музыкальное представление на телевидении года | Джессика Лэнг и каст (эпизод «Игра в имена») | Номинация |
| 2013 | Телевизионная драма года                      | Американская история ужасов: Шабаш           | Номинация |
| 2013 | Лучшее открыто гомосексуальное шоу года       | Американская история ужасов: Шабаш           | Победа    |
| 2014 | Музыкальное представление на телевидении года | Джессика Лэнг («Life on Mars?»)              | Номинация |
| 2014 | Лучшее открыто гомосексуальное шоу года       | Американская история ужасов: Фрик-шоу        | Номинация |
| 2015 | Лучшее открыто гомосексуальное шоу года       | Американская история ужасов: Отель           | Номинация |

## Премия «Fangoria Chainsaw Awards»
Премия Fangoria Chainsaw Awards, созданная американским журналом «Fangoria», специализируется на триллерах и фильмах ужасов.
| Год  | Категория                                   | Номинант(ы)/Номинируемая работа         | Результат |
| ---- | ------------------------------------------- | --------------------------------------- | --------- |
| 2015 | Лучший сериал                               | Американская история ужасов: Фрик-шоу   | Номинация |
| 2015 | Лучшая актриса на телевидении               | Сара Полсон                             | Победа    |
| 2015 | Лучший актёр второго плана на телевидении   | Финн Уиттрок                            | Номинация |
| 2016 | Лучшая актриса на телевидении               | Леди Гага                               | Номинация |
| 2016 | Лучший актёр второго плана на телевидении   | Эван Питерс                             | Номинация |
| 2016 | Лучший мэйк-ап на телевидении               | Эрин Крюгер Мекаш, Дэвид Лерой Андерсон | Номинация |
| 2017 | Лучший актриса второго плана на телевидении | Сара Полсон                             | Номинация |
| 2017 | Лучшие спецэффекты на телевидении           | Эрин Крюгер Мекаш, Дэвид Лерой Андерсон | Номинация |

## Премия «GLAAD Media Awards»
Премия вручается американским Альянсом геев и лесбиянок против диффамации (Gay and Lesbian Alliance Against Defamation) людям, оказавшим наиболее заметное влияние на развитие гей-культуры, средствам массовой информации, объективно освещающим проблемы ЛГБТ-людей, а также фильмам, сериалам и программам, способствующим укреплению положительного имиджа ЛГБТ.
| Год  | Категория                        | Номинант(ы)/Номинируемая работа           | Результат |
| ---- | -------------------------------- | ----------------------------------------- | --------- |
| 2013 | Лучший телефильм или мини-сериал | Американская история ужасов: Психбольница | Победа    |

## Премия «Golden Reel Awards»
Премия присуждается за достижения в области монтажа диалогов, дублирования, создания звуковых эффектов, шумов и музыкального сопровождения.
| Год  | Категория                                                | Номинант(ы)/Номинируемая работа         | Результат |
| ---- | -------------------------------------------------------- | --------------------------------------- | --------- |
| 2013 | За достижения в создании звуковых эффектов - малая форма | Эпизод «Добро пожаловать в Брайарклифф» | Победа    |
| 2014 | За достижения в области монтажа диалогов - малая форма   | Американская история ужасов: Шабаш      | Номинация |
| 2017 | За достижения в создании звуковых эффектов - малая форма | Эпизод «Первая глава»                   | Номинация |

## Премия «ICG Publicist Awards»
Созданная в 1964 году премия присуждается за рекламу и продвижение фильмов и телевизионных программ.
| Год  | Категория                                | Номинант(ы)/Номинируемая работа                     | Результат |
| ---- | ---------------------------------------- | --------------------------------------------------- | --------- |
| 2014 | Премия Максвелла Вайнберга — телевидение | Мэттью Митчелл (Американская история ужасов: Шабаш) | Победа    |

## Премия «Kerrang!Awards»
Ежегодная премия в области рок-музыки, вручаемая британским музыкальным журналом Kerrang!.
| Год  | Категория      | Номинант(ы)/Номинируемая работа         | Результат |
| ---- | -------------- | --------------------------------------- | --------- |
| 2012 | Лучшее телешоу | Американская история ужасов: Дом-убийца | Номинация |

## Премия «Key Art Award»
Премия, спонсируемая The Hollywood Reporter, присуждается за достижения в продвижении фильмов и художественных произведений.
| Год  | Категория          | Номинант(ы)/Номинируемая работа                                  | Результат |
| ---- | ------------------ | ---------------------------------------------------------------- | --------- |
| 2013 | Лучшее привлечение | Американская история ужасов: Психбольница (DVD, Blu-Ray и проч.) | Победа    |

## Премия «MTV Fandom Awards»
Ежегодная премия, основанная в 2014 году телеканалом MtvU.
| Год  | Категория                | Номинант(ы)/Номинируемая работа                          | Результат |
| ---- | ------------------------ | -------------------------------------------------------- | --------- |
| 2015 | Заставляет сходить с ума | Леди Гага присоединилась к «Американской истории ужасов» | Номинация |

## Премия «NewNowNext Awards»
Ежегодная развлекательная премия, учреждённая направленным на ЛГБТ-аудиторий телеканалом Logo, присуждаемая за достижения в поп-культуре.
| Год  | Категория                      | Номинант(ы)/Номинируемая работа | Результат |
| ---- | ------------------------------ | ------------------------------- | --------- |
| 2012 | Потому что ты слишком горяч(а) | Джессика Лэнг                   | Номинация |

## Премия «Poppy Awards»
Этой премии удостоены проигравшие на Эмми и актёры года.
| Год  | Категория                                                      | Номинант(ы)/Номинируемая работа    | Результат |
| ---- | -------------------------------------------------------------- | ---------------------------------- | --------- |
| 2016 | Лучший лимитированный сериал или фильм                         | Американская история ужасов: Отель | Победа    |
| 2016 | Лучшая актриса в лимитированном сериале или фильме             | Леди Гага                          | Победа    |
| 2016 | Лучший актёр второго плана в лимитированном сериале или фильме | Дэнис О'Хэр                        | Номинация |